# Ryan Allsop
Ryan Allsop, né le 17 juin 1992 à Birmingham en Angleterre, est un footballeur anglais qui évolue au poste de gardien de but à Birmingham City.

## Biographie
Né à Birmingham en Angleterre, Ryan Allsop est formé à West Bromwich Albion. Il est libéré par le club sans avoir joué un seul match avec l'équipe première.
En mai 2011, il rejoint le club islandais de l'Íþróttafélagið Höttur.
Le 16 juillet 2012, il rejoint Leyton Orient.
Le 18 janvier 2013, Allsop rejoint l'AFC Bournemouth.
Le 30 août 2023, il rejoint Hull City.
Le 18 juin 2024, il rejoint Birmingham City.

## Palmarès

### En club
Lincoln City
- EFL Trophy (1) :
  - Vainqueur : 2018

 Birmingham City
- League One (1) :
  - Champion : 2024-25
- EFL Trophy
  - Finaliste : 2025